# Ходзё Садатоки
Ходзё Садатоки (яп. 北条貞時 хо:дзё: садатоки, 20 апреля 1271 — 6 декабря 1311) — японский военный и государственный деятель периода Камакура, 9-й сиккэн и фактический правитель Японии (1284—1301).

## Биография
Представитель рода Ходзё. Старший сын Ходзё Токимунэ (1251—1284), 8-го сиккэна Японии (1268—1284), и Какусан Сидо, дочери Адати Ёсикагэ (1210—1253). В 1277 году состоялась церемония его совершеннолетия. В 1283 году Ходзё Садатоки был объявлен своим отцом наследником на посту сиккэна (регента) Камакурского сёгуната. В 1284 году после смерти своего отца 14-летний Ходзё Садатоки становится 9-м сиккэном и фактическим правителем Японии. Из-за его малолетства первоначально Ходзё Садатоки находился под опекой военачальника и первого министра Тайры Ёрицуны (1241—1293).
Ходзё Садатоки унаследовал многочисленные экономические проблемы, ухудшение положения крестьян, недовольство гокэнинов (вассалов). Из-за малолетства нового сиккэна некоторые даймё хотели свергнуть род Ходзё. Сиккэну пришлось пойти на некоторые непопулярные среди его ближайшего окружения меры. Все это привело к ряду мятежей в 1285—1293 годах. Благодаря действиям Тайра Ёрицуны все они были подавлены. Начало этому было положено в 1285 году конфликтом с родом Адати (в японской истории называется Кризис Симоцуки). По приказу Ходзё Садатоки замок главы клана Адати Ясумори был атакован правительственными войсками, которые уничтожили пятьсот воинов рода Адати. Сам Адати Ясумори покончил с собой, а его родня была перебита.
В 1289 году сиккэн Ходзё Садатоки отстранил от престола сёгуна Корэясу (1266—1289), поставив на его место принца Хисааки (1289—1309). После этого окончательно сиккэн усмирил недовольство самураев и даймё, в свою очередь, владение Ходзё значительно увеличились.
В 1293 году, уже не доверяя Тайре Ёрицуне, сиккэн Ходзё Садатоки организовал его убийство, сославшись на землетрясение в Камакуре как плохой знак. До 1296 года значительно увеличил войско и заставил вассалов увеличить свои расходы на несение службы. В 1297 году Ходзё Садатоки было издал правительственные акты, которые восстанавливали порядки времен сиккэна Ходзё Токиёри и одновременно направлены были на укрепление морали.
В 1301 году Ходзё Садатоки принял монашество в храме Энгакудзи, поводом ухода от власти стала комета, которая была заметна над Камакурой. Сиккэн передал власть своему зятю, Ходзё Моротоки (1275—1311), сыну Ходзё Мунэмасы (1253—1281) и внуку пятого сиккэна Ходзё Токиёри. Однако Садатоки оставался фактическим правителем государства до самой смерти. После смерти двух старших сыновей между 1305 и 1309 годами он стал все больше отдаляться от политических дел, уделяя внимание развлечениям. Умер в 1311 году.